# 阿巴科独立运动
阿巴科独立运动（英語：Abaco Independence Movement，缩写为AIM）是1973年8月巴哈马独立后不久成立的一个政党。其既定目标是在巴哈马联邦范围内实现阿巴科群岛的自决。1973年10月，阿巴科独立运动出版了一份时事报纸，并发起了“通过法律与和平政治行动实现自决”的运动。

## 历史
阿巴科独立运动提议将阿巴科岛上的所有皇家土地置于土地信托之下。每位公民将从信托中获得一英亩的住宅用地，并获得土地出售和租赁收入的一部分。该土地信托将成立合资企业，开发一个60平方英里的自由贸易区。阿巴科独立运动的创立者是查克·霍尔（Chuck Hall）和伯特·威廉姆斯（Bert Williams），他们与一位美国金融家迈克尔·奥利弗（Michael Oliver）取得联系，奥利弗同意通过他的自由意志主义凤凰基金会对独立运动提供资金支持。凤凰基金会此前曾试图在南太平洋建立一块自由意志主义飞地密涅瓦共和国。阿巴科独立运动的第一次大会于1974年2月23日举行，美国自由意志党1972年的总统候选人约翰·霍斯珀斯在会上发表了讲话。后来，霍斯珀斯被巴哈马群岛政府禁止入境。英国国会议员科林·米切尔也访问了阿巴科，以提供支持。
1974年5月左右，有报道称，一个名为“20世纪革命者”的组织似乎有意推翻阿巴科的中央政府。阿巴科独立运动谴责了该组织。
1975年2月，时尚先生杂志上的一篇文章声称阿巴科的“叛乱计划”正在进行中。美国军火商和雇佣兵米切尔·韦贝尔三世声称阿巴科将宣布单方面独立。据称韦贝尔正在支持和资助独立运动，商讨武装叛乱相关事宜并试图招募雇佣兵前往阿巴科。尽管没有任何与叛乱有关的逮捕或指控，但阿巴科独立运动与韦贝尔的关系（包括访问了他位于佐治亚州的庄园）使其名誉扫地。
1975年3月，阿巴科独立运动更名为阿巴科自治运动，否认有任何军事目标，并公布了根据自由意志主义原则拟议的阿巴科联邦宪法草案。1977年巴哈马大选结果显示，进步自由党大获全胜，赢得了包括阿巴科库珀镇在内的38个议会席位中的30个席位，这让阿巴科自治运动大失所望，实际上标志着这场运动的结束。该运动的报刊《阿巴科独立报》亦于1977年停止发行。

## 旗帜
阿巴科独立运动的旗帜描绘出该运动所代表的事物：主要地标建筑马什港的灯塔和象征“自由”的阳光。

## 扩展阅读
- Steve Dodge. . White Sound Press. 1983. ISBN 9780932265760. LCCN 83-700772.（英文）